# 森部の戦い
森部の戦い（もりべのたたかい）は戦国時代の戦いである。
- 永禄四年（1561）5月11日、美濃国を支配していていた斎藤義龍が急死。跡を継いだ斎藤龍興はまだ14歳という若さであった。これを機に尾張国の織田信長が13日に木曽川を渡河し西美濃地域に侵攻。斎藤軍は墨俣から長井甲斐守・日比野下野守らが応戦し、森部（岐阜県安八町森部薬師堂（長良川畔））で衝突した。およそ織田軍1500、斎藤軍6000。斎藤軍は敗北し、長井・日比野らと170余名が討ち死に。信長はこの地にあった墨俣砦を改修し、戦に備えた。[1]
- 信長の逆鱗に触れ出奔していた前田利家は桶狭間の戦いに続き再び無断で参戦。「首取り足立」と評された足立六兵衛を討ち取り、信長の陣に戻った所、「この猛将を討ち取るは城一国の価値あり」と帰参を許されている。[2]